# AFC Rushden & Diamonds
AFC Rushden & Diamonds (celým názvem: Association Football Club Rushden & Diamonds) je anglický fotbalový klub, který sídlí ve městě Rushden v nemetropolitním hrabství Northamptonshire. Založen byl v roce 2011 po zániku původního Rushden & Diamonds. Ve sportovní terminologii se tak jedná o tzv. Phoenix club. Od sezóny 2018/19 hraje v Southern Football League Premier Division Central (7. nejvyšší soutěž). Klubové barvy jsou modrá, bílá a červená.
Své domácí zápasy odehrává na stadionu Hayden Road (patřící Rushden & Higham United) s kapacitou 2 000 diváků.

## Úspěchy v domácích pohárech
Zdroj: 
- FA Cup
  - 4. předkolo: 2015/16
- FA Trophy
  - 2. předkolo: 2016/17
- FA Vase
  - 4. kolo: 2013/14

## Umístění v jednotlivých sezonách
Stručný přehled
Zdroj: 
- 2012–2013: United Counties League (Division One)
- 2013–2015: United Counties League (Premier Division)
- 2015–2016: Southern Football League (Division One Central)
- 2016–2017: Northern Premier League (Division One South)
- 2017–2018: Southern Football League (Division One East)
- 2018– : Southern Football League (Premier Division Central)

Jednotlivé ročníky
Zdroj: 
Legenda: Z – zápasy, V – výhry, R – remízy, P – porážky, VG – vstřelené góly, OG – obdržené góly, +/- – rozdíl skóre, B – body, červené podbarvení – sestup, zelené podbarvení – postup, fialové podbarvení – reorganizace, změna skupiny či soutěže
| Anglie (2012 – ) |                                                     |        |    |    |    |    |     |    |     |    |        |
| Sezóny           | Liga                                                | Úroveň | Z  | V  | R  | P  | VG  | OG | +/- | B  | Pozice |
| 2012/13          | United Counties League (Division One)               | 10     | 36 | 28 | 6  | 2  | 96  | 31 | +65 | 90 | 2.     |
| 2013/14          | United Counties League (Premier Division)           | 9      | 36 | 26 | 3  | 7  | 88  | 35 | +53 | 81 | 3.     |
| 2014/15          | United Counties League (Premier Division)           | 9      | 40 | 31 | 6  | 3  | 121 | 32 | +89 | 99 | 1.     |
| 2015/16          | Southern Football League (Division One Central)     | 8      | 42 | 23 | 8  | 11 | 81  | 44 | +37 | 77 | 5.     |
| 2016/17          | Northern Premier League (Division One South)        | 8      | 42 | 20 | 11 | 11 | 73  | 52 | +21 | 71 | 5.     |
| 2017/18          | Southern Football League (Division One East)        | 8      | 42 | 27 | 10 | 5  | 92  | 25 | +67 | 91 | 2.     |
| 2018/19          | Southern Football League (Premier Division Central) | 7      | 42 |    |    |    |     |    |     |    |        |